# 李烨 (1963年)
李烨（1963年—），哈尼族，云南元阳人，中华人民共和国政治人物、第十二届全国人民代表大会云南地区代表。
毕业于云南省委党校函授法律专业。加入中国共产党。2013年，担任云南省红河州建水县委书记。